# Sycylijczyk (film)
Sycylijczyk (ang. The Sicilian) – amerykański dramat kryminalny z 1987 roku w reżyserii Michaela Cimino, oparty na powieści Maria Puzo pod tym samym tytułem. Choć jest ona powiązana z Ojcem chrzestnym (opowiada o dwuletnim pobycie Michaela Corleonego na Sycylii), to z powodu praw autorskich wszystkie odniesienia do rodziny Corleone zostały usunięte z filmu.

## Fabuła
Początek lat 50. XX wieku. Wyjęty spod prawa Salvatore Giuliano razem z grupą partyzantów usiłuje uwolnić Sycylię od włoskich rządów i przekształcić ją w jeden ze stanów USA. W tym celu rabuje bogatych konserwatywnych właścicieli ziemskich, a łupy przekazuje chłopom, którzy traktują go jak wybawiciela. Jednak wraz ze wzrostem popularność rośnie także jego ego, więc po pewnym czasie dochodzi do wniosku, że jest już poza władzą swojego protektora, którym jest mafijny boss, don Masino Croce. Niezadowolony z tego powodu mafioso wydaje wyrok śmierci na Salvatorego.

## Obsada
- Christopher Lambert jako Salvatore Giuliano
- Terence Stamp jako Prince Borsa
- Joss Ackland jako don Masino Croce
- John Turturro jako Gaspare „Aspanu” Pisciotta
- Barbara Sukowa jako Camilla
- Richard Bauer jako Hector Adonis
- Giulia Boschi jako Giovanna Ferra
- Ray McAnally jako Trezza
- Barry Miller jako dr Nattore
- Andreas Katsulas jako Passatempa
- Michael Wincott jako kapral Silvestro Canio
- Ramon Bieri jako Quintana
- Oliver Cotton jako komandor Roccofino
- Joe Regalbuto jako ojciec Doldana
- Aldo Ray jako don Siano z Bisacquino
- Derrick Branche jako Terranova

## Produkcja
Ogromny sukces Ojca chrzestnego sprawił, że Mario Puzo zgodził się za milion dolarów sprzedać prawa do swojej powieści Sycylijczyk. David Begelman, szef wytwórni Gladden Entertainment, która zajęła się realizacją filmu, obsadził w roli reżysera Michaela Cimino. Później, jak ujawnił reżyser jednemu z producentów, Begelman ingerował w scenariusz oraz obsadę filmu. Cimino chciał bowiem obsadzić w roli głównej Christophera Lamberta, jednak Begelman miał wątpliwości, czy ten francuski aktor nadaje się do roli włoskiego bohatera w anglojęzycznym filmie. Ostatecznie Begelman zgodził się, żeby Cimino zrobił obraz według własnej wizji.
Kolejny problemem okazało się pominięcie w napisach filmowych scenarzysty Gore’a Vidala, który złożył z tego powodu pozew do sądu przeciwko związkowi zawodowemu oraz scenarzyście Stevenowi Shaganowi. Poczuł się przez nich oszukany, bo chociaż w dużej mierze to on przerobił powieść Puza na scenariusz, to nie umieszczono jego nazwiska w filmie. Ostatecznie jednak wygrał z nimi w sądzie.

### Zdjęcia
Zdjęcia do filmu kręcono wiosną i latem 1986 roku na Sycylii w następujących lokacjach według prowincji:  
- prowincja Caltanissetta (Sutera);
- prowincja Palermo (Palermo, San Giuseppe Jato);
- prowincja Ragusa (zamek w Donnafugacie);
- prowincja Trapani (San Vito Lo Capo)[4][2].

Pod koniec kwietnia Begelman i producent Bruce McNall odkryli, że budżet filmu został przekroczony, a jego produkcja jest opóźniona. Żeby zmniejszyć koszty, zawieszono część ekipy. Dodatkowym problemem był też jeden z członków mafii, który kontrolował okolicę, w której kręcono zdjęcia. Cimino zasugerował producentom, żeby spotkali się z tym człowiekiem i przełamali impas. Podczas rozmowy okazało się, że chciałby on zagrać w filmie. Producenci dali więc rolę nie tylko jemu, ale też miejscowym ludziom, których obsadzili w roli statystów. W ten sposób problem został rozwiązany, a ekipa filmowa zyskała swobodny dostęp do wszystkich okolicznych miejsc i ludzi.

### Postprodukcja
Po zakończeniu zdjęć Cimino rozpoczął półroczny montaż filmu. Gotowy materiał miał blisko 150 minut, choć w kontrakcie z producentami była mowa jedynie o 120 minutach. Mimo to reżyser nalegał, żeby taką wersję przedstawić wytwórni 20th Century Fox, która miała zająć się jego dystrybucją. Jednakże jeszcze przed jego obejrzeniem dyrektorzy wytwórni stwierdzili, że film jest za długi, przez co liczba jego pokazów w kinach każdego dnia będzie mniejsza i zaczęli się domagać jego skrócenia.
Kiedy producenci przedstawili reżyserowi żądania wytwórni, wpadł on we wściekłość, ale zgodził się je spełnić. Kilka dni później dostarczył nową, 120-minutową wersję filmu, z której usunął wszystkie sceny akcji. Widząc to, szef wytwórni Gladden Entertainment, David Begelman, natychmiast zadzwonił do reżysera, który stwierdził tylko, że jego kontrakt pozwala mu na dowolny montaż pod warunkiem, że film trwa 120 minut. Sprawa ostatecznie zakończyła się w sądzie arbitrażowym, który uznał, że reżyser poprzez wycięcie scen akcji okradł producentów, którzy wyłożyli pieniądze na ich realizację. W końcu film został skrócony do 115 minut i zmontowany na nowo.